# Валлантиньи
Валлантиньи́ (фр. Vallentigny) — коммуна во Франции, находится в регионе Шампань — Арденны. Департамент — Об. Входит в состав кантона Бриен-ле-Шато. Округ коммуны — Бар-сюр-Об.
Код INSEE коммуны — 10393.
Коммуна расположена приблизительно в 170 км к востоку от Парижа, в 60 км южнее Шалон-ан-Шампани, в 45 км к северо-востоку от Труа.

## Население
Население коммуны на 2008 год составляло 210 человек.
| 1962 | 1968 | 1975 | 1982 | 1990 | 1999 | 2008 |
| ---- | ---- | ---- | ---- | ---- | ---- | ---- |
| 309  | 380  | 314  | 227  | 205  | 191  | 210  |

## Экономика
В 2007 году среди 126 человек в трудоспособном возрасте (15—64 лет) 91 были экономически активными, 35 — неактивными (показатель активности — 72,2 %, в 1999 году было 74,1 %). Из 91 активных работали 81 человек (50 мужчин и 31 женщина), безработных было 10 (7 мужчин и 3 женщины). Среди 35 неактивных 5 человек были учениками или студентами, 12 — пенсионерами, 18 были неактивными по другим причинам.

## Достопримечательности
- Крест на кладбище (XVIII век). Памятник истории с 1972 года[3]
- Церковь Сент-Антуан (XII век). Памятник истории с 1948 года[4]

## Фотогалерея

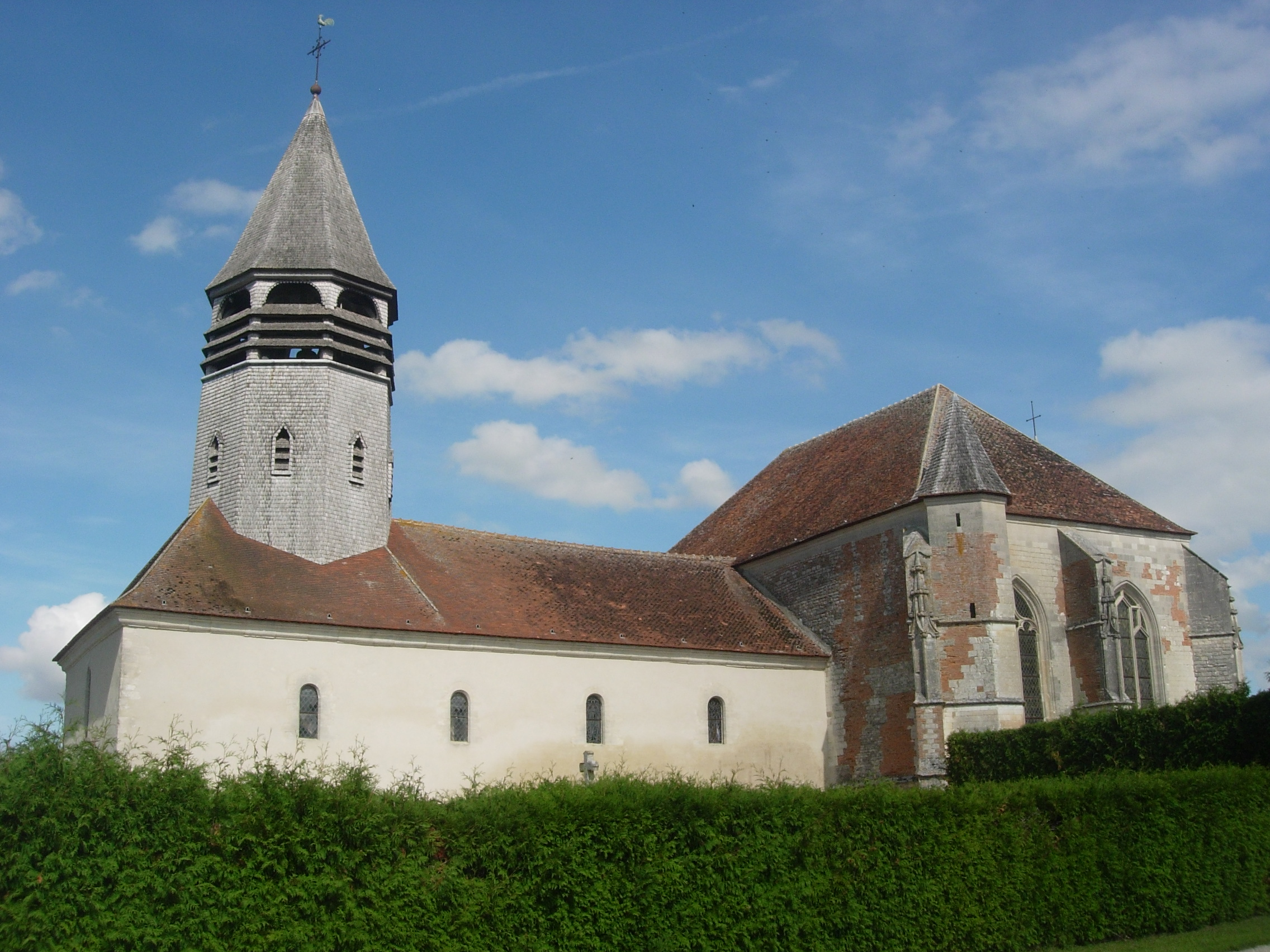
Церковь Сент-Антуан
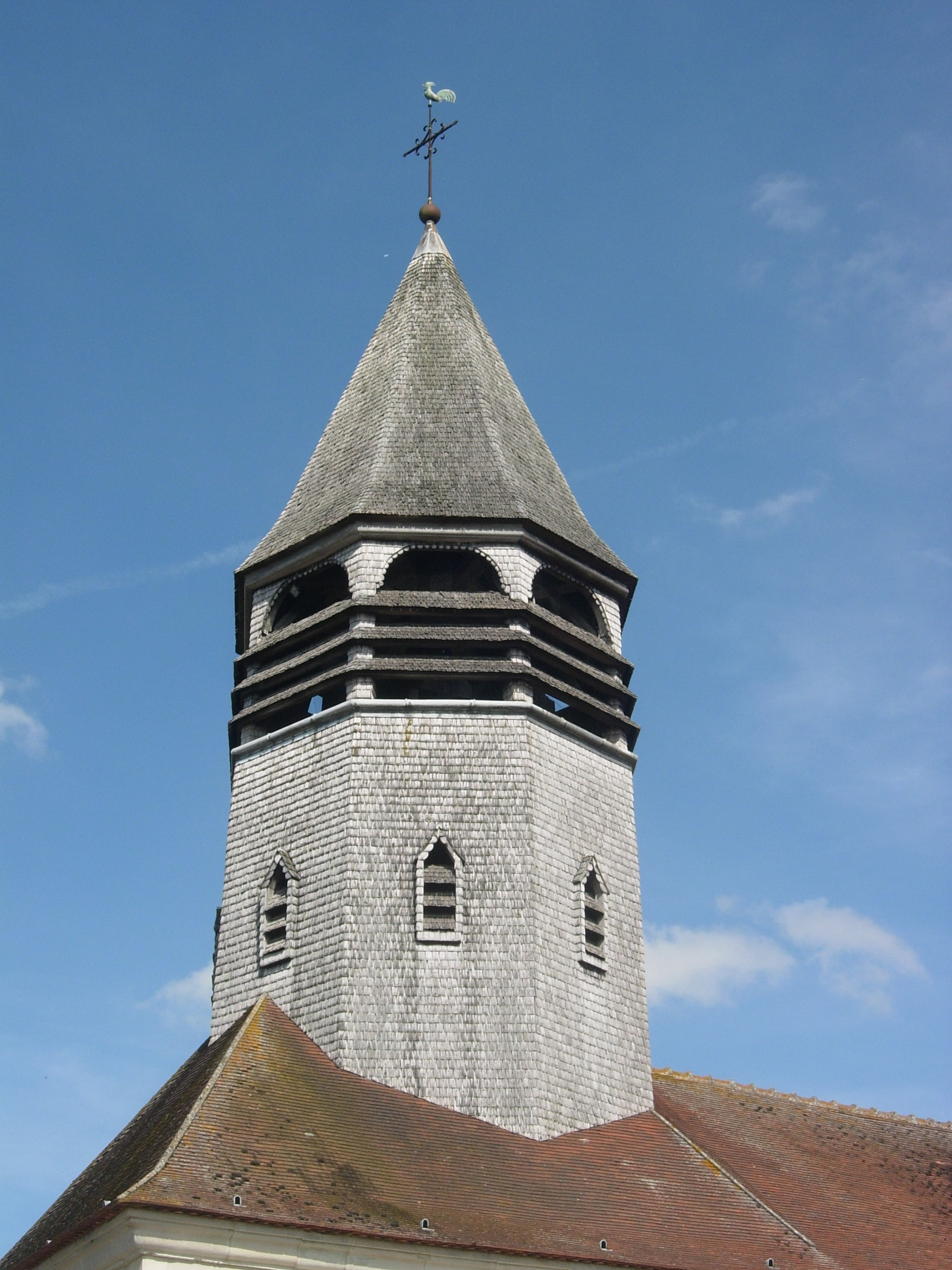
Церковь Сент-Антуан
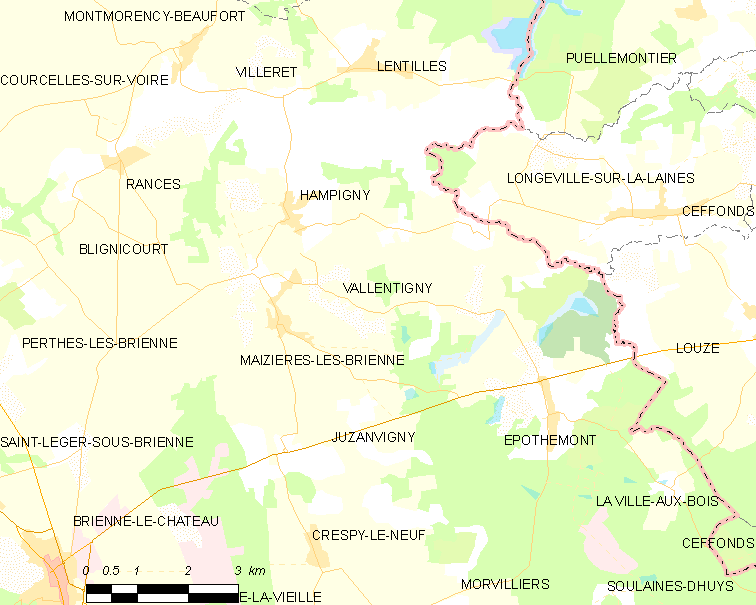
Карта коммуны